# بات رايس
باتريك جايمس رايس (بالإنجليزية: Pat Rice)‏، من مواليد 17 مارس 1949 في بلفاست في إيرلندا الشمالية، لاعب كرة قدم إيرلندي شمالي سابق، ومدرب كرة قدم إيرلندي شمالي حالي.
بدأ مسيرته الكروية مع نادي آرسنال في عام 1964، ولعب معهم حتى عام 1980، وشارك معهم في 528 مباراة، وفي عام 1980 انتقل إلى نادي واتفورد، ولعب معهم حتى عام 1984، وشارك معهم في 137 مباراة.
و قد لعب مع منتخب إيرلندا الشمالية لكرة القدم بين عامي 1968 و1979، وشارك معهم في 49 مباراة.
و قد درب نادي آرسنال في سبتمبر 1996، بعد قدوم أرسين فينجر أصبح مساعداً له حتى 2011 .
بعد ابتعاده عن الكرة بسنه اكتشف انه مصاب بالسرطان لكن ما لم يلبث اشهراً معدوده الا واستعاد عافيته .